# 셋 세일
셋 세일(Set Sail)은 호주 출신의 써머 팝(Summer Pop) 밴드이다. 호주 내에서는 버스킹으로 유명해진 밴드이며, 현재까지 전세계 48개 도시의 투어를 했다.
셋 세일은 현재 리드보컬 겸 기타인 브랜던 후겐붐(Brandon Hoogenboom), 바이올린과 보컬의 조시아 윌로우즈(Josiah Willows)그리고 드럼과 보컬의 조쉬 메이(Josh May) 세 명으로 구성되어 있다.
첫 번째 EP 라일리 무어(Riley Moore)로 데뷔한 셋 세일(Set Sail)은 전세계를 돌며 진행한 즉흥 게릴라 퍼포먼스를 통해 마드리드에서 체포 당하고, 버진 항공에서 26잔의 맥주를 들이켰으며, 호주 ARIA 시상식에서 공식 쇼케이스 진행 등 크고 작은 에피소드를 남기며, 25,000명이 넘는 페이스북 팬을 모은바 있다.
2011년 여름 동안 이들은 써머 팝(Summer Pop)이라는 장르를 통해 아시아와 유럽 그리고 북미 투어를 마치고 돌아와 6월 비요크(Björk)와 인큐버스(Incubus), 조니 캐쉬(Johny Cash)등의 음반을 믹싱한 릭 윌(Rick Will)과 함께 두 번째 EP 헤이!(Hey!)를 출시 했으며, EP 기념 호주 내 18개 지역 투어의 표가 완판 되었다.

## 멤버
- 브랜던 후겐붐(Brandon Hoogenboom) - 리드보컬, 기타
- 조시아 윌로우즈(Josiah Willows) - 바이올린, 보컬
- 조쉬 메이(Josh May) - 드럼, 보컬

## 음반목록

### EP
- <Hey!> (2012)
- <The Riley Moore> (2011)